# NGC 2459
NGC 2459 este o galaxie situată în constelația Câinele Mic. A fost descoperită în 26 decembrie 1785 de către William Herschel.